# الكوله (ذمار)
الكوله هي إحدى قرى الجمهورية اليمنية. وهي تتبع جغرافيًا لمحافظة ذمار. وإداريًا لمديرية جهران. يبلغ تعداد سكانها 1016 نسمة حسب الإحصاء الذي جرى عام 2004.